# Alvin Loftes
Alvin Hjalmar „Al” Loftes, pierwotnie Lofstedt (ur. 1 stycznia 1890 w Providence, zm. w lipcu 1971 w Narragansett) – amerykański kolarz szosowy, brązowy medalista olimpijski.

## Kariera
Największe sukcesy w karierze Alvin Loftes osiągnął w 1912 roku, podczas igrzysk olimpijskich w Sztokholmie. Wspólnie z Carlem Schutte, Albertem Kruschelem i Waldenem Martinem zdobył brązowy medal w jeździe drużynowej na czas. Na tych samych igrzyskach w jeździe indywidualnej przejechał trasę w czasie 11:13:51.3 i zajął jedenaste miejsce. Nigdy nie zdobył medalu na szosowych mistrzostwach świata, ani na mistrzostwach kraju.